# Jwa-dong
Jwa-dong (koreanska: 좌동) är en stadsdel i staden Busan i den sydöstra delen av  Sydkorea, 300 km sydost om huvudstaden Seoul. Den ligger i nordöstra delen av centrala staden i stadsdistriktet Haeundae-gu. I stadsdelen ligger Jangsan, slutstation på linje 2 i Busans tunnelbana.

## Indelning
Administrativt är Jwa-dong indelat i:
| Namn  | Namn            | Yta km² | Invånare 31 dec 2018 |
| ----- | --------------- | ------- | -------------------- |
| 좌1동 | Jwa 1(il)-dong  | 0,73    | 18 950               |
| 좌2동 | Jwa 2(i)-dong   | 1,44    | 33 430               |
| 좌3동 | Jwa 3(sam)-dong | 0,79    | 17 384               |
| 좌4동 | Jwa 4(sa)-dong  | 6,35    | 24 687               |